# Михалёв, Виталий Владиславович
Виталий Владиславович Михалёв (род. 10 октября 1974) — белорусский футболист, центральный полузащитник.

## Биография
Начал выступать на взрослом уровне в 17-летнем возрасте в слонимском клубе «Альбертин»/«КПФ»/«Коммунальник», прошёл с ним путь от второй лиги Беларуси до высшей. Серебряный призёр первой лиги 1996 года. В 1997 году был основным игроком своей команды в высшей лиге (29 матчей) и помог клубу избежать вылета.
Сезон 1998 года провёл в высшей лиге в составе «Молодечно». В 1999 году с бобруйской «Белшиной» стал обладателем Кубка Беларуси. В 2000 году вернулся в «Молодечно», оказавшееся в первой лиге и стал победителем турнира, забив за сезон 10 голов, затем ещё полтора сезона играл за клуб в высшей лиге. Летом 2002 года перешёл в минское «Торпедо», провёл в его составе два с половиной сезона в высшей лиге и дважды занимал четвёртые места в чемпионате. В 2005 году «Торпедо» было по финансовым причинам переведено во вторую лигу, футболист остался в клубе и стал победителем турнира, однако по окончании сезона команда была расформирована.
В последние годы карьеры выступал во второй лиге за «Коммунальник» (Жлобин) и в первой лиге за «Химик» (Светлогорск).
Всего в высшей лиге Беларуси сыграл 182 матча и забил 16 голов. В первой лиге — не менее 150 матчей.
Дальнейшая судьба неизвестна.

## Достижения
- Обладатель Кубка Беларуси: 1998/99
- Победитель первой лиги Беларуси: 2000
- Серебряный призёр первой лиги Беларуси: 1996